# Sikavarp

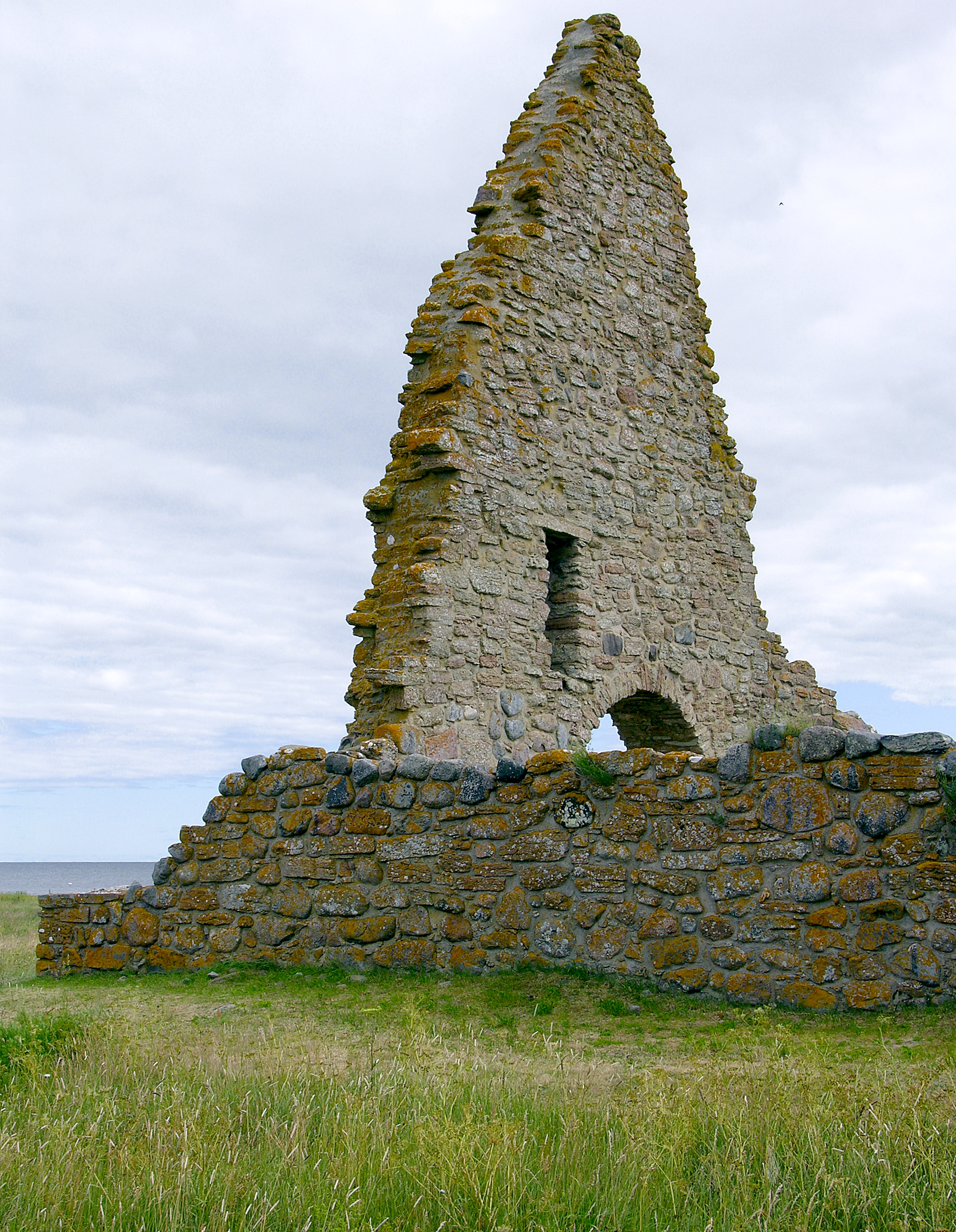
Ruine der St.-Birgitta-Kapelle

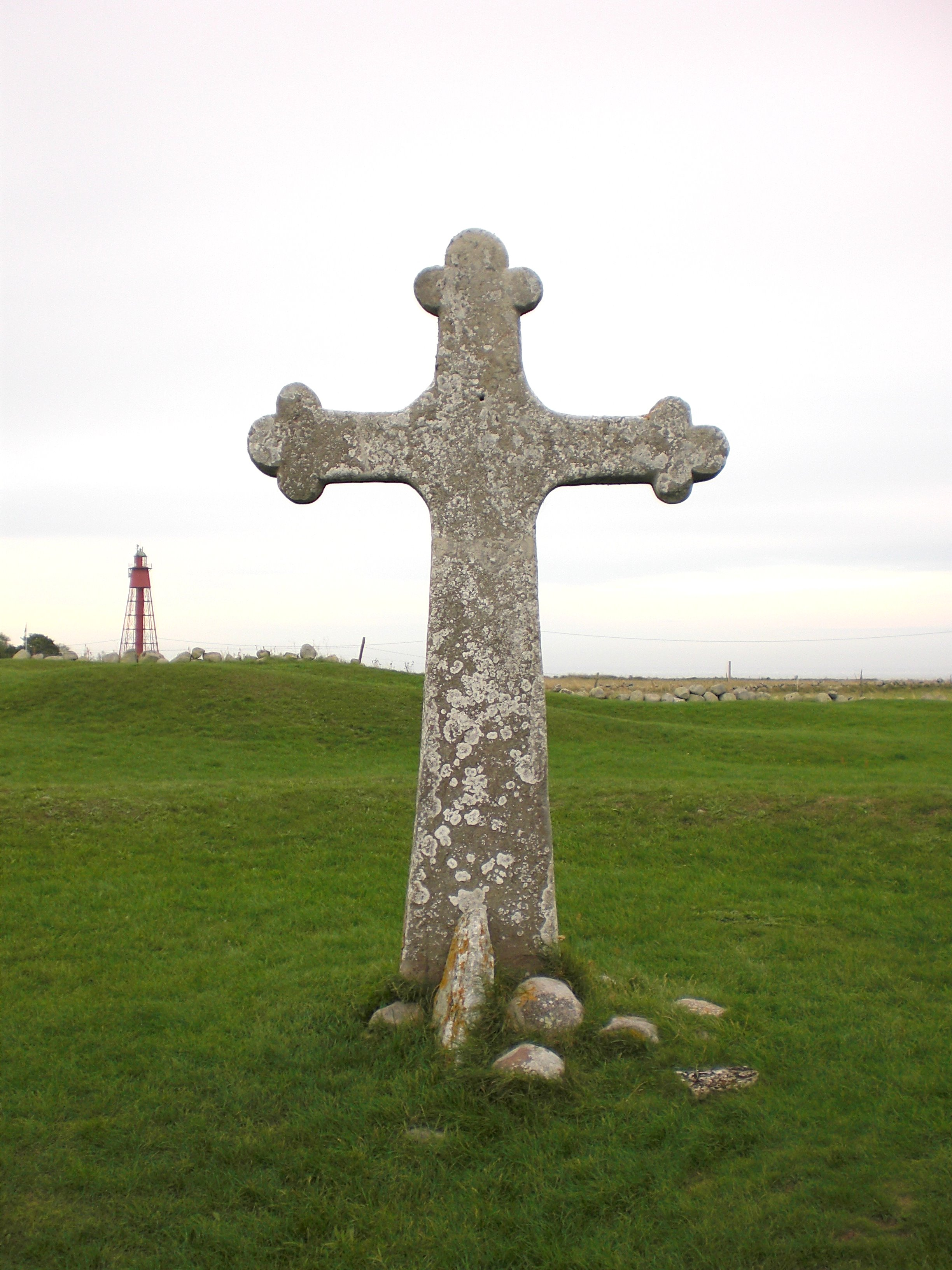
Steinkreuz

Sikavarp, auch als Sikehamn bezeichnet, war ein im Mittelalter bestehendes Dorf auf der zur schwedischen Ostseeinsel Öland gehörenden Landzunge Kapelludden.

## Geschichte
Das direkt an der Ostküste der Insel gelegene Sikavarp hatte im 12. und 13. Jahrhundert vermutlich eine große Bedeutung als Hafen und Marktplatz. Insbesondere wurden hier Heringe an Kaufleute der Hanse verkauft. Heringe hatte eine wichtige Bedeutung als Fastenspeise im christlichen Mitteleuropa. Im Gegenzug wurde vor allem Salz für den öländischen Bedarf, vor allem für die Konservierung von Fischen gehandelt.
Ein noch heute erhaltenes im 13. Jahrhundert entstandenes drei Meter hohes Steinkreuz dürfte als Platz für Gottesdienste unter freiem Himmel gedient haben. Gleichfalls im 13. Jahrhundert entstand die St.-Birgitta-Kapelle.
Im Spätmittelalter entwickelte sich Sikavarp zu einem wichtigen Umschlagplatz für Steine die für den Bau mitteleuropäischer Kathedralen benötigt wurden.
Es wird vermutet, dass der Hafen von der Kirche verwaltet wurde. Im Zuge der Reformation unter Gustav Wasa erfolgte eine Verlegung des Handels in die Städte, womit Sikavarp seine Bedeutung verlor und aufgegeben wurde. Zwar ist der genaue Umfang der Handelsaktivitäten nicht bekannt, es gibt jedoch Vermutungen, dass der Handel so umfangreich geworden war, dass die Städte Kalmar und Borgholm sich über die Konkurrenz beschwerten und daher König Johann III. die Verlegung des Handels in Städte anordnete.
Heute finden sich noch Reste der ursprünglichen Bebauung. So insbesondere die Ruine der St.-Birgitta-Kapelle, ein steinernes Kreuz und Reste eine zur Verteidigung dienenden Schanze auf der Landspitze. An mehreren Stellen wurden mit Lehm ausgekleidete Gruben gefunden, die möglicherweise als Reste von Marktbuden gedeutet werden können.

## Lage
Während Kapelle und Kreuz erhalten sind, ist die genaue Lage des Hafens strittig. Denkbar ist, dass ein dort auch heute befindlicher Hafen die Stelle des alten Hafens markiert. Möglicherweise befand sich der Hafen jedoch auch weiter südlich in der Skedstadbucht.